# Канаб (Юта)
Канаб (англ. Kanab) — місто (англ. city) в США, в окрузі Кейн штату Юта. Населення — 4683 особи (2020).
Місто розташоване на західному плато Колорадо. Основна сфера трудової діяльності мешканців міста — сервісне обслуговування туристів.
Місто Канаб, розташоване у центрі між трьома національними парками. В околицях міста компаніями з Голлівуду знято кілька десятків фільмів, переважно вестернів.

## Географія
Канаб розташований за координатами 37°1′30″ пн. ш. 112°31′23″ зх. д. / 37.02500° пн. ш. 112.52306° зх. д. (37.025082, -112.522986).  За даними Бюро перепису населення США в 2010 році місто мало площу 37,89 км², з яких 37,80 км² — суходіл та 0,09 км² — водойми.

### Клімат
| Клімат : Канаб                                           | Клімат : Канаб | Клімат : Канаб | Клімат : Канаб | Клімат : Канаб | Клімат : Канаб | Клімат : Канаб | Клімат : Канаб | Клімат : Канаб | Клімат : Канаб | Клімат : Канаб | Клімат : Канаб | Клімат : Канаб | Клімат : Канаб |
| Показник                                                 | Січ.           | Лют.           | Бер.           | Квіт.          | Трав.          | Черв.          | Лип.           | Серп.          | Вер.           | Жовт.          | Лист.          | Груд.          | Рік            |
| Абсолютний максимум, °C                                  | 22,2           | 25,0           | 28,3           | 32,2           | 36,1           | 36,1           | 41,7           | 42,2           | 40,6           | 39,4           | 26,7           | 23,3           | 42,2           |
| Середній максимум, °C                                    | 8,5            | 11,5           | 14,8           | 19,2           | 24,3           | 30,2           | 32,7           | 30,9           | 27,1           | 21,0           | 13,3           | 9,1            | 20,3           |
| Середній мінімум, °C                                     | −5,6           | −3,4           | −1,2           | 1,4            | 5,4            | 9,8            | 13,5           | 13,6           | 9,7            | 3,9            | −1,7           | −5,1           | 3,4            |
| Абсолютний мінімум, °C                                   | −23,9          | −24,4          | −16,1          | −11,1          | −7,8           | −1,1           | 3,9            | 5,6            | −1,1           | −10,6          | −15            | −23,3          | −24,4          |
| Норма опадів, мм                                         | 47             | 44             | 49             | 24             | 17             | 10             | 27             | 37             | 35             | 34             | 30             | 26             | 380            |
| Днів з опадами                                           | 6,6            | 6,7            | 8,1            | 5,3            | 5,0            | 2,8            | 6,0            | 7,7            | 5,9            | 5,2            | 4,5            | 5,1            | 68,9           |
| Днів зі снігом                                           | 3,2            | 2,1            | 1,7            | 1,0            | 0              | 0              | 0              | 0              | 0              | 0,2            | 1,0            | 1,9            | 11,1           |
| -------------------------------------------------------- | -------------- | -------------- | -------------- | -------------- | -------------- | -------------- | -------------- | -------------- | -------------- | -------------- | -------------- | -------------- | -------------- |
| Джерело: National Oceanic and Atmospheric Administration |                |                |                |                |                |                |                |                |                |                |                |                |                |

## Демографія
Згідно з переписом 2010 року, у місті мешкало 4312 осіб у 1729 домогосподарствах у складі 1130 родин. Густота населення становила 114 осіб/км².  Було 1999 помешкань (53/км²).
Расовий склад населення:
| - 96,2 % — білих - 1,0 % — корінних американців - 0,3 % — чорних або афроамериканців - 0,3 % — азіатів |

До двох чи більше рас належало 1,4 %. Частка іспаномовних становила 4,2 % від усіх жителів.
За віковим діапазоном населення розподілялося таким чином: 25,4 % — особи молодші 18 років, 54,6 % — особи у віці 18—64 років, 20,0 % — особи у віці 65 років та старші. Медіана віку мешканця становила 41,8 року. На 100 осіб жіночої статі у місті припадало 94,0 чоловіків;  на 100 жінок у віці від 18 років та старших — 89,1 чоловіків також старших 18 років.
Середній дохід на одне домашнє господарство  становив 66 414 долари США (медіана — 54 185), а середній дохід на одну сім'ю — 87 770 доларів (медіана — 71 181). Медіана доходів становила 50 625 доларів для чоловіків та 36 464 долари для жінок. За межею бідності перебувало 6,0 % осіб, у тому числі 7,8 % дітей у віці до 18 років та 4,0 % осіб у віці 65 років та старших.
Цивільне працевлаштоване населення становило 1991 особа. Основні галузі зайнятості: освіта, охорона здоров'я та соціальна допомога — 19,1 %, роздрібна торгівля — 16,6 %, публічна адміністрація — 10,7 %, мистецтво, розваги та відпочинок — 8,8 %.